# ポストハーベスト農薬
ポストハーベスト農薬（ポストハーベストのうやく、英語: Post-Harvest Treatment）とは、収穫後の農産物に使用する殺菌剤、防かび剤のこと。
ポストとは「後」、ハーベストは「収穫」を意味する。アメリカ合衆国を始めとする、世界から輸入されている果物や穀物には、収穫後の倉庫保管中や輸送中のカビや腐敗を防止するため、薬剤が散布される。
日本ではポストハーベスト農薬に類するものとして、防かび剤（オルトフェニルフェノール、ビフェニル、チアベンダゾール等）および防虫剤（ピペロニルブトキシド）が食品添加物として認められているが、制度上は国内で認められる「農薬」とは区別されている。
食品衛生法第4条第2項では、「添加物とは、食品の製造過程において又は食品の加工若しくは保存の目的で、食品に添加、混和、浸潤その他の方法によって使用するものをいう。」と定義されている。収穫後の作物はその時点で食品とみなされるため、ポストハーベストは「食品の保存の目的」で使用されることとなり、食品添加物として扱われる。

## 使用目的
1. 農産物の品質低下を避ける。
2. 腐敗の無駄をなくし、安価で高品質の農産物を供給する。
3. より安全な農産物を供給する。食中毒を防止する。

## 批判
ポストハーベスト農薬の使用には、根強い批判があり、代表的なものに以下がある。
- しばしば危惧されているのは、これらの薬剤は収穫後に散布されていることである。それは貨物船の輸送中でもあり、消費者の手元に入る極めて近い段階で、薬剤が散布されていることになる。
- 薬剤の中には、発癌性や催奇形性など、人体へ影響を与える疑いのある成分も含まれており、消費者は高濃度（ポストハーベスト農薬の残留度は、畑で撒かれる農薬の数百倍との説もある｡）の残留薬剤の付着した商品を手にしていると、消費者団体を中心に、その危険性が指摘されている[1]。

## 反論
批判について、これらの反論がある。
- 収穫後に散布されるから「残留しやすい」とは一面の真実ではあるが、残留のし易さはポストハーベスト農薬そのものの分解性なども大きく関与する為、危険性を議論するならば残留実態こそ問題視すべきだが、ポストハーベスト農薬の残留実態は、各都道府県の食品衛生検査所から公開されている通り、問題になるようなものは殆ど存在しない[2]。ポストハーベスト農薬に限らず、全ての農薬・食品添加物は、食品衛生法のもとで管理され、残留基準値が決められている。この値は一日摂取許容量に基づいているため、安全性については無有害作用量の100分の1での値であり、これ以下の摂取であれば、消費者の健康に対する影響は、無視できるほど小さくなる。
- 発ガン性がたびたび問題視されるが、それよりもポストハーベスト農薬は防黴剤として、より強力な発ガン性を持つカビ毒のマイコトキシンを防除することに大きく貢献している[3]。
- 枯葉剤の主成分である2,4-Dなどは、一般的な農薬でありポストハーベストで利用される場合があるが、枯葉剤に含まれて催奇形性を示したのは、不純物として含まれたダイオキシンであると考えられている[4]。

## 註
1. ↑  身近なポストハーベスト農薬が問題になっているものに、レモン、オレンジなどの柑橘類、バナナ、ジャガイモ、穀物などが挙げられる。
2. ↑  例えば東京市場衛生検査所の輸入果実等の防かび剤検査結果を見ても、過去何年にもわたって、基準値以上の防黴剤が検出された事例は全く無い。
3. ↑  例として、ナッツ類やトウモロコシなどに発生する、カビが産生するマイコトキシンにアフラトキシンがあり、これは天然物質の中で最強の発ガン性物質である。
4. ↑  http://www.city.yokohama.jp/me/kenkou/eiken/health_inf/info/daiokisin.html

## 文献
- 小若順一『ポストハーベスト農薬汚染』家の光協会、1990年6月、ISBN 425954389X　（絶版）
- 藤巻正生『ポスト・ハーベストの科学と技術　農・水・畜産物の収穫後ロスについて』光琳、1984年、ISBN 4771284059
- 小若順一『ポストハーベスト農薬』（復刻改題） 食品と暮らしの安全基金、1990年
- 小若順一『続・ポストハーベスト農薬』（復刻改題） 食品と暮らしの安全基金、1993年